# Wing leader

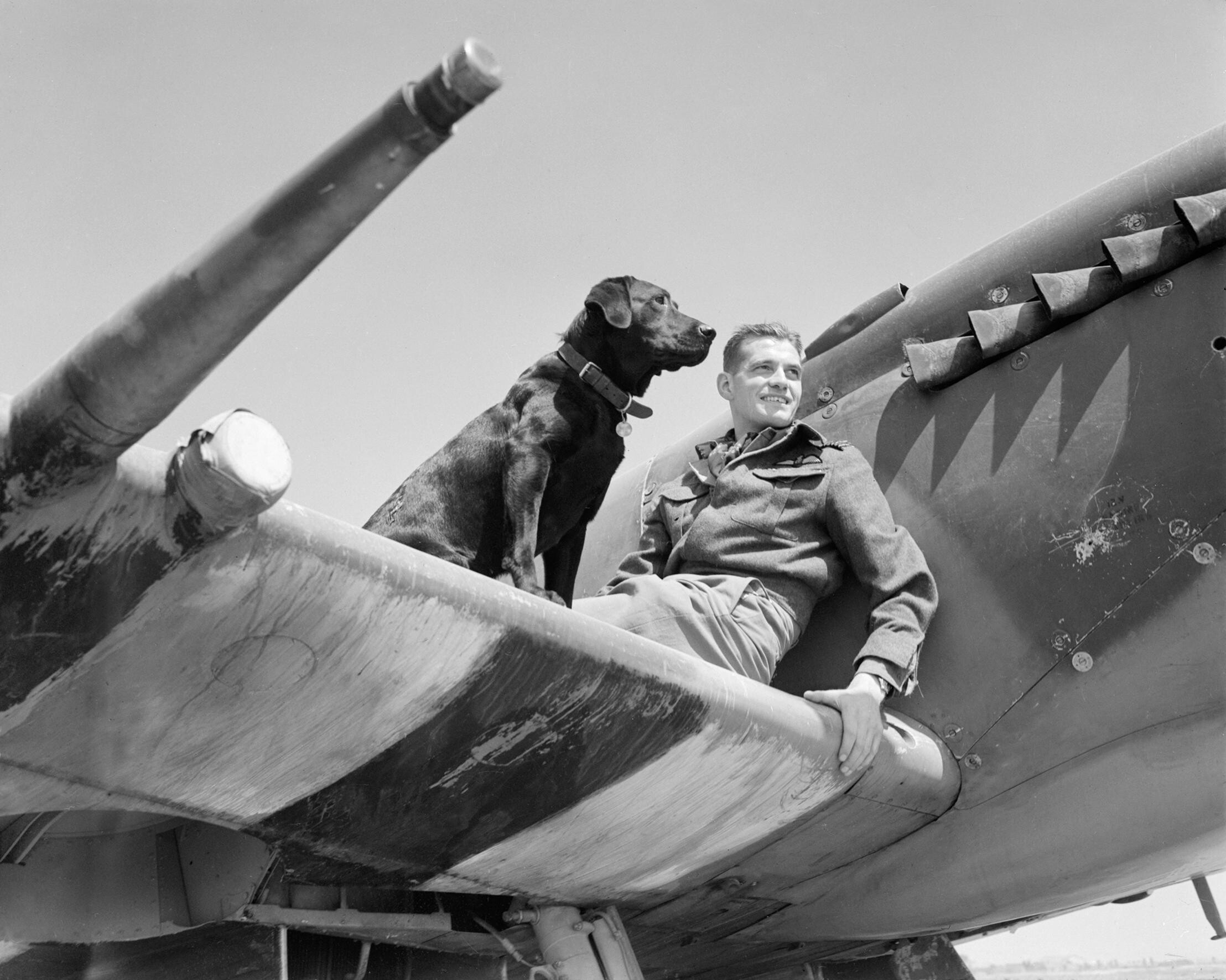
Wing Commander J E 'Johnnie' Johnson, commandant de la No. 144 Wing, posant sur l'aile de son Supermarine Spitfire Mk IX

Le wing leader (chef d'escadre en français), ou wing commander (flying), désigne le commandant tactique d'une wing (escadre) militaire du Commonwealth lors d'opérations aériennes. Ces termes désignent une fonction et non un grade, bien que ce rôle soit généralement assumé par un officier ayant le grade de wing commander. Le poste est également distinct de celui du commanding officer de l'escadre, qui est généralement un officier de grade supérieur.
Au début de 1941, le Fighter command introduit la notion de wing leaders comme un « maître des cérémonies opérationnel » qui est chargé de la formation des chasseurs lors du combat aérien. Afin d'être facilement identifiable durant le combat par ses coéquipiers, le wing leader a le droit d'utiliser les initiales de son nom comme identifiant personnel sur l'avion. Ces wing leader assument au départ le commandement de un à trois escadrons et plus tard jusqu'à cinq dans une escadre(wing),. Le poste reste en usage jusque dans les années 1960.